# Trévilly
Trévilly ist eine Ortschaft und eine ehemalige französische Gemeinde mit 56 Einwohnern (Stand: 1. Januar 2022) im Département Yonne in der Region Bourgogne-Franche-Comté (vor 2016 Bourgogne). Sie gehörte zum Arrondissement Avallon und zum Kanton Chablis (bis 2015 Guillon).
Mit Wirkung vom 1. Januar 2019 wurden die früheren Gemeinden Guillon, Cisery, Sceaux, Trévilly und Vignes zur Commune nouvelle Guillon-Terre-Plaine zusammengeschlossen und haben dort den Status einer Commune déléguée. Der Verwaltungssitz befindet sich im Ort Guillon.

## Geografie
Trévilly liegt etwa 56 Kilometer südöstlich von Auxerre am Fluss Serein. Umgeben wurde die Gemeinde Trévilly von den Nachbargemeinden Montréal im Norden und Nordwesten, Guillon im Osten und Nordosten, Cisery im Osten und Südosten, Saint-André-en-Terre-Plaine im Süden sowie Sceaux im Westen und Südwesten.

## Einwohnerentwicklung
| Jahr                      | 1962 | 1968 | 1975 | 1982 | 1990 | 1999 | 2006 | 2013 |
| ------------------------- | ---- | ---- | ---- | ---- | ---- | ---- | ---- | ---- |
| Einwohner                 | 102  | 78   | 75   | 73   | 59   | 74   | 56   | 67   |
| Quelle: Cassini und INSEE |      |      |      |      |      |      |      |      |

## Sehenswürdigkeiten
- Kirche Saint-Symphorien aus dem 12./13. Jahrhundert